# Вендель, Лара
Лара Вендель (англ. Lara Wendel, род. 29 марта 1965, Мюнхен) — итальянская актриса американского происхождения, известная по ролям в артхаусном и эксплуатационном кино 1970—1980-х годов.

## Биография
Лара Вендель (настоящее имя — Даниэла Барнс) родилась в семье американского актера Уолта Барнса и немецкой актрисы Бритты Барнс. Начала карьеру в 4 года как детская модель, в 7 лет дебютировала в кино.

### Ранние роли (1972—1976)
Первые значимые роли:
- 1972 — Мой дорогой убийца (реж. Тонино Валери)
- 1972 — Охота на человека (реж. Фернандо Ди Лео)
- Эпизодические роли в фильмах Федерико Феллини Рим (1972) и Амаркорд (1973)

### Прорыв и скандальные роли
В 1976 году 11-летняя актриса сыграла одну из главных ролей в спорном фильме Распутное детство (реж. Пьер Джузеппе Мурджиа), где появилась в откровенных сценах. Эта роль определила её дальнейшую карьеру как «кинематографической лолиты».
Другие заметные работы этого периода:
- 1978 — Девочка в голубом бархате (реж. Жан Роллен)
- 1979 — Кольцо тьмы (реж. Пьеро Шиваззо)
- 1981 — Ястреб и голубка (с Фабио Тести)

### Карьера в 1980-х
В зрелом возрасте снималась преимущественно в триллерах и фильмах ужасов:
- 1982 — Дрожь (реж. Дарио Ардженто)
- 1986 — Ты умрёшь в полночь (реж. Ламберто Бава)
- 1987 — Зомби 5: Смертоносные птицы

Также работала на телевидении:
- 1985 — Спрут 2 (советскому зрителю запомнилась именно по этой роли)
- 1989 — Колледж

### Завершение карьеры
Последние работы:
- 1987 — Интервью (возвращение к Феллини)
- 1991 — Мужья и любовники
- 1993 — Реквием для голоса и фортепиано (последняя роль)

Помимо работы в качестве киноактрисы, Лара Вендель была также известна как фотомодель, особенно в области эротической фотографии. Её фотография была на обложке февральского номера итальянского журнала Playboy за 1985 год, немецкое издание Playboy опубликовало о ней фоторепортаж в сентябре 1985 года, американское издание в ноябре 1992. Последним фильмом была эротическая драма «Вилла дель венерди» (1991) Мауро Болоньини, она закончила карьеру в 26 лет.

## Фильмография
| Год  |   | Русское название                   | Оригинальное название            | Роль               |
| ---- | - | ---------------------------------- | -------------------------------- | ------------------ |
| 1972 | ф | Мой дорогой убийца                 | Mio caro assassino               | Стефания Морони    |
| 1972 | ф | Охота на человека                  | La mala ordina                   | Рита Канали        |
| 1973 | ф | Без причины                        | Senza ragione                    | немецкая девочка   |
| 1974 | ф | Аромат дамы в чёрном               | Il profumo della signora in nero | Сильвия в детстве  |
| 1977 | ф | Распутное детство                  | Maladolescenza                   | Лаура              |
| 1978 | ф | Девочка в голубом бархате          | La petite fille en velours bleu  | Лаура              |
| 1979 | ф | Кольцо тьмы                        | Un'ombra nell'ombra              | Дария              |
| 1979 | ф | Эрнесто                            | Ernesto                          | Илио/Рэйчел        |
| 1980 | ф | Дезидерия: Внутренний мир          | Desideria: La vita interiore     | Дезидерия          |
| 1981 | ф | Ястреб и голубка                   | Il falco e la colomba            | Вива Монтеро       |
| 1982 | ф | Идентификация женщины              | Identificazione di una donna     | девушка в бассейне |
| 1982 | ф | Дрожь                              | Tenebre                          | Мария Альборетто   |
| 1983 | ф | Буржуазная драма (др. назван Мими) | Un dramma borghese               | Миммина            |
| 1984 | ф | Ребёнок по заказу                  | Fatto su misura                  | Лиза               |
| 1985 | ф | Спрут 2                            | La piovra 2                      | Элис               |
| 1986 | ф | Ты умрёшь в полночь                | Morirai a mezzanotte             | Кароль Терци       |
| 1987 | ф | Интервью                           | Intervista                       | невеста            |
| 1987 | ф | Зомби 5: Смертоносные птицы        | Killing Birds: Raptors           | Анн                |
| 1987 | ф | Австралиец в Риме                  | Un'australiana a Roma            |                    |
| 1988 | ф | Дом с привидениями                 | La casa 3                        | Марта              |
| 1988 | ф | Кровавые монахини                  | I frati rossi                    | Рамона Кертис      |
| 1989 | ф | Колледж                            | College                          | Беатрис Барбьери   |
| 1991 | ф | Мужья и любовники                  | La villa del venerdì             | Луиза              |
| 1993 | ф | Реквием для голоса и фортепиано    | Requiem per voce e pianoforte    |                    |